# Trilophidia
Trilophidia es un género de saltamontes de la subfamilia Oedipodinae, familia Acrididae, y es el único miembro de la tribu Trilophidiini (Shumakov, 1963). Este género se distribuye en África y Asia (Medio Oriente, India, Sudeste asiático, China, Corea y Japón).

## Especies
Las siguientes especies pertenecen al género Trilophidia:
- Trilophidia annulata (Thunberg, 1815)
- Trilophidia burtti Hollis, 1965
- Trilophidia cinnabarina Brancsik, 1893
- Trilophidia conturbata (Walker, 1870)
- Trilophidia namibica La Greca, 1991
- Trilophidia parvula Popov, 1985
- Trilophidia repleta (Walker, 1870)
- Trilophidia turpis (Walker, 1870)